# Еремино (городской округ Мытищи)
Ерёмино — деревня в городском округе Мытищи Московской области России. Население — 253 чел. (2010).

## География
Расположена на севере Московской области, в западной части Мытищинского района, на Дмитровском шоссе А104, примерно в 16 км к северо-западу от центра города Мытищи и 11 км от Московской кольцевой автодороги. Южнее деревни — Клязьминское водохранилище.
В деревне 27 улиц, приписано садоводческое некоммерческое товарищество. Ближайшие сельские населённые пункты — деревни Аббакумово, Новосельцево, Семкино и посёлок Птицефабрики. Связана прямым автобусным сообщением с городами Лобней и Мытищами (маршруты № 31, 36 и 42).

## Население
| 1852 | 1859 | 1890 | 1899 | 1926 | 2002 | 2010 |
| ---- | ---- | ---- | ---- | ---- | ---- | ---- |
| 197  | ↗215 | ↗225 | ↗275 | ↗315 | ↘218 | ↗253 |

## Известные уроженцы
- Михаил Иванович Усачёв — Герой Советского Союза, участник Великой Отечественной войны.

## История
В середине XIX века деревня 6-го стана Московского уезда Московской губернии принадлежала графу Виктору Никитичу Панину, в ней был 32 двора, крестьян 100 душ мужского пола и 97 душ женского.
В «Списке населённых мест» 1862 года — владельческая деревня Московского уезда по Дмитровскому тракту (из Москвы в Калязин), в 25 верстах от губернского города и 20 верстах от становой квартиры, при колодцах, с 35 дворами и 215 жителями (105 мужчин, 110 женщин).
По данным на 1899 год — деревня Марфинской волости Московского уезда с 275 жителями, имелось земское училище.
В 1913 году — 42 двора, ветеринарная лечебница и земское училище.
По материалам Всесоюзной переписи населения 1926 года — центр Ерёминского сельсовета Коммунистической волости Московского уезда на Дмитровском шоссе и 5 км от станции Хлебниково Савёловской железной дороги, проживало 315 жителей (153 мужчины, 162 женщины), насчитывалось 59 хозяйств, из которых 58 крестьянских, имелась школа.
С 1929 года — населённый пункт в составе Коммунистического района Московского округа Московской области. Постановлением ЦИК и СНК от 23 июля 1930 года округа как административно-территориальные единицы были ликвидированы.
1929—1935 гг. — центр Ерёминского сельсовета Коммунистического района.
1935—1939 гг. — центр Ерёминского сельсовета Дмитровского района.
1939—1954 гг. — деревня Ерёминского (до 17.07.1939) и Хлебниковского сельсоветов Краснополянского района.
1954—1959 гг. — деревня Красногорского сельсовета Краснополянского района.
1959—1960 гг. — деревня Красногорского сельсовета Химкинского района.
1960—1963, 1965—1994 гг. — деревня Красногорского сельсовета Мытищинского района.
1963—1965 гг. — деревня Красногорского сельсовета Мытищинского укрупнённого сельского района.
1994—2006 гг. — деревня Красногорского сельского округа Мытищинского района.
2006—2015 гг. — деревня сельского поселения Федоскинское Мытищинского района.